# Liste des lieux patrimoniaux du district de Nipissing
Cet article recense les lieux patrimoniaux du district de Nipissing inscrits au répertoire des lieux patrimoniaux du Canada, qu'ils soient de niveau provincial, fédéral ou municipal.

## Liste
| [ 1 ] | Lieu patrimonial                                          | Illustration              | Municipalité                             | Adresse                                                     | Coordonnées      | No    | Constr. | Prot.                                | Rec. | Notes |
| ----- | --------------------------------------------------------- | ------------------------- | ---------------------------------------- | ----------------------------------------------------------- | ---------------- | ----- | ------- | ------------------------------------ | ---- | ----- |
| F     | Caverne d’alimentation électrique et bâtiment de contrôle | Téléverser                | North Bay                                | Complexe du secteur de la defense aerienne du Canada (SDAC) | 46.3372 -79.4098 | 13174 | 1963    | ÉFP reconnu                          | 2005 |       |
| F     | Gare du Canadien National                                 | Téléverser                | North Bay                                | 172 Second Avenue W.                                        | 46.314 -79.461   | 6810  | 1916    | Heritage Railway Station             | 1993 |       |
| F     | Gare ferroviaire du Canadien Pacifique                    | Téléverser                | North Bay                                | 100 Ferguson Street                                         | 46.31 -79.465    | 6903  | 1903    | Heritage Railway Station             | 1993 |       |
| P     | North Bay CNR Station                                     | Téléverser                | North Bay                                | 214, Second Avenue                                          | 46.3141 -79.4611 | 8182  | 1916    | Ontario Heritage Foundation Easement | 2003 |       |
| P     | North Bay CPR Station                                     | Téléverser                | North Bay                                | 100, Ferguson Street                                        | 46.3102 -79.4649 | 8183  | 1903    | Ontario Heritage Foundation Easement | 2001 |       |
| F     | Parc provincial Algonquin                                 | Parc provincial Algonquin | Territoire non organisé de Nipissing Sud | Parc provincial Algonquin                                   | 45.55 -78.5833   | 3249  |         | LHN                                  | 1992 | [ 3 ] |